# Viaggio con Anita
Viaggio con Anita è un film del 1979 diretto da Mario Monicelli.

## Trama
Guido Massaccesi, dirigente bancario romano, informato da sua sorella Oriana che il padre Armando è gravemente malato, lascia la moglie Elisa con il figlio e parte in macchina, una Alfa Romeo Giulietta,  per raggiungere Rosignano Solvay, loro paese natale. Deciso a compiere il viaggio in dolce compagnia, Guido va a trovare Jennifer, la sua amante che non vede da mesi. Il netto rifiuto della ragazza a seguirlo lo spinge a portare con sé Anita Watson, una ventiseienne americana, venuta a Roma per ritrovare un architetto italiano conosciuto a Chicago. La ragazza, all'oscuro sul vero motivo del viaggio, reagisce alle prepotenze del compagno e provoca un incidente stradale. Dopo una sosta ad Orbetello, i due legano maggiormente e compiono una capatina alla deserta Isola del Giglio. Giunti nei pressi di Rosignano Solvay dove nel frattempo Armando è morto, assistito dalla moglie Adelina e dai figli Teo, Omero e Oriana, l'incosciente Guido scarica Anita presso una pensioncina e raggiunge la famiglia. Dopo aver fatto amicizia con la centralinista Sandra e dopo aver atteso invano delle spiegazioni sullo strano comportamento di Guido, Anita scopre casualmente la verità e lo raggiunge mentre il corteo funebre sta per avviarsi al camposanto. L'arrivo dell'americana provoca uno scandalo e Guido si vendica rivelando la presenza di Noemi, l'amante di suo padre da 18 anni. Anita rifiuta di far pace con Guido e parte da sola alla volta di Pisa.

## Produzione
Il film è basato su un trattamento, scritto nel 1957 da Federico Fellini e Tullio Pinelli, alla cui stesura ha contribuito anche Pier Paolo Pasolini, che prendeva spunto dal viaggio effettuato l'anno precedente da Fellini, in occasione della morte del padre. Inedito in Italia - l'unica edizione disponibile è in lingua inglese - è uno dei tre grandi "viaggi", assieme al Mastorna e a Tulum, che Fellini non realizzò mai.
Nel 1989, in un'intervista rilasciata a Virgilio Fantuzzi su La Civiltà Cattolica, Fellini dichiarò: «Il soggetto cinematografico, forse il più bello che ho scritto, ma che poi non ho realizzato, s'intitolava Viaggio con Anita. L'ho venduto tanti anni dopo, un po' vergognosamente, a Grimaldi, che lo ha fatto realizzare a Monicelli, ma è diventato tutto un'altra cosa. Se ho un pentimento è riferito al fatto di non aver realizzato quel film».
Nel 2012 è uscito un film liberamente ispirato a questo testo: Anita di Luca Magi, presentato in concorso al 30° Torino Film Festival.